# Rooi Frances
Koordinaten: 12° 28′ 19,9″ N, 69° 58′ 34,5″ W

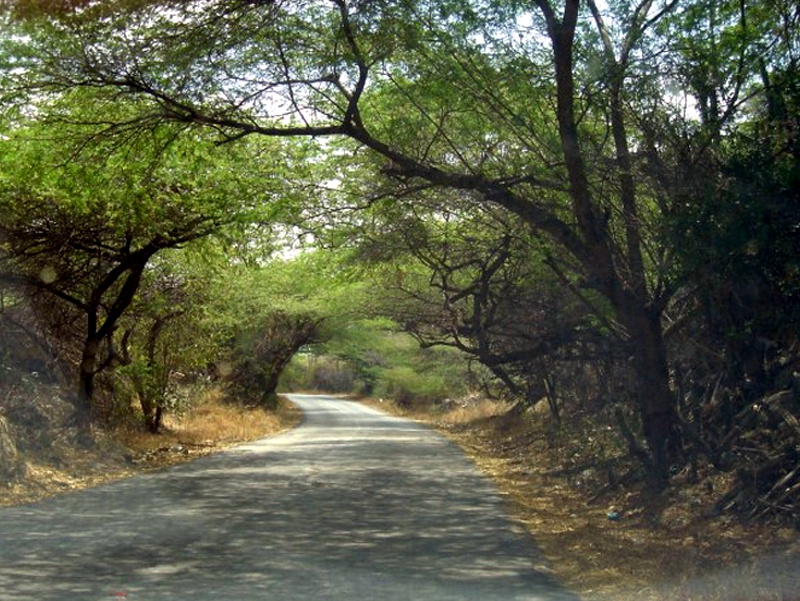
Rooi Frances

Der Rooi Frances, auch Franse Pas genannt,  ist eine schmale Passage  auf der Insel Aruba, die zwischen den Korallenklippen im Gebiet der Spanish Lagoon verläuft.

## Beschreibung
Vom Pass aus kann man die Überreste der Balashi Goldmühle sehen.
Die Legende besagt, dass französische Piraten Anfang des 17. Jahrhunderts versuchten, Aruba zu überfallen und  dort anlandeten. Sie wurden von Einheimischen, die in unmittelbarer Nähe in Pos Chikito lebten, in dieser engen Passage jedoch gestoppt und geschlagen. Nach dieser Begegnung wurde der Durchgang als „Franse Pas“ oder „Rooi Frances“ bekannt und ist heute die Bezeichnung für eine Straße. Die Frühzeit der Geschichte Arubas ist nicht gut dokumentiert, so dass die Namensgebung Franse Pas von Legenden und Geschichten, die von Generation zu Generation weitergegeben werden, bekannt ist.